# 陳一言
陳一言（1546年—？），字愚悃，號忠台，湖廣襄陽府南漳縣人，民籍，明朝政治人物。

## 生平
萬曆四年（1576年）丙子科湖廣鄉試第二十八名，萬曆十一年（1583年）癸未科會試第一百三十七名，登三甲第一百八十一名進士。兵部觀政，本年授直隶丹阳知县，卒于官。

## 家族
曾祖陳順恭；祖父陳充盈；父陳大倫。母晏氏。具庆下。弟一志、一中。